# پل ریچموند (تاسمانی)
پل ریچموند (انگلیسی: Richmond Bridge) یک پل قوسی در ریچموند، ۲۵ کیلومتر (۱۵٫۵ متری) شمال هوبارت در تاسمانی، استرالیا است. این پل قدیمی‌ترین پل استرالیا است.
در سال ۲۰۰۵، پل به عنوان یک مکان برجسته تاریخی شناخته شد و به فهرست میراث ملی استرالیا اضافه شد.